# 千城台駅

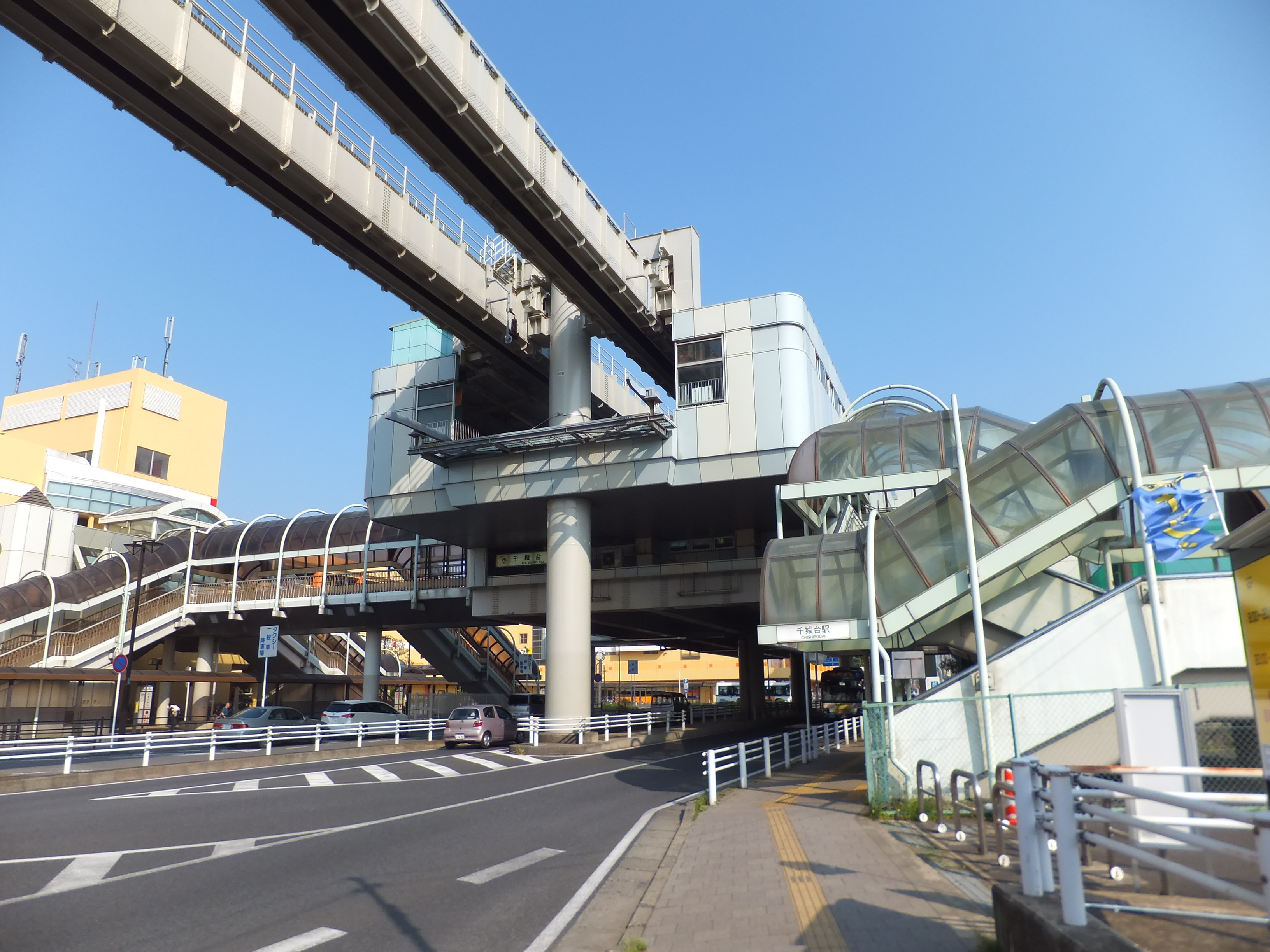
1・3番出入口（2012年5月）

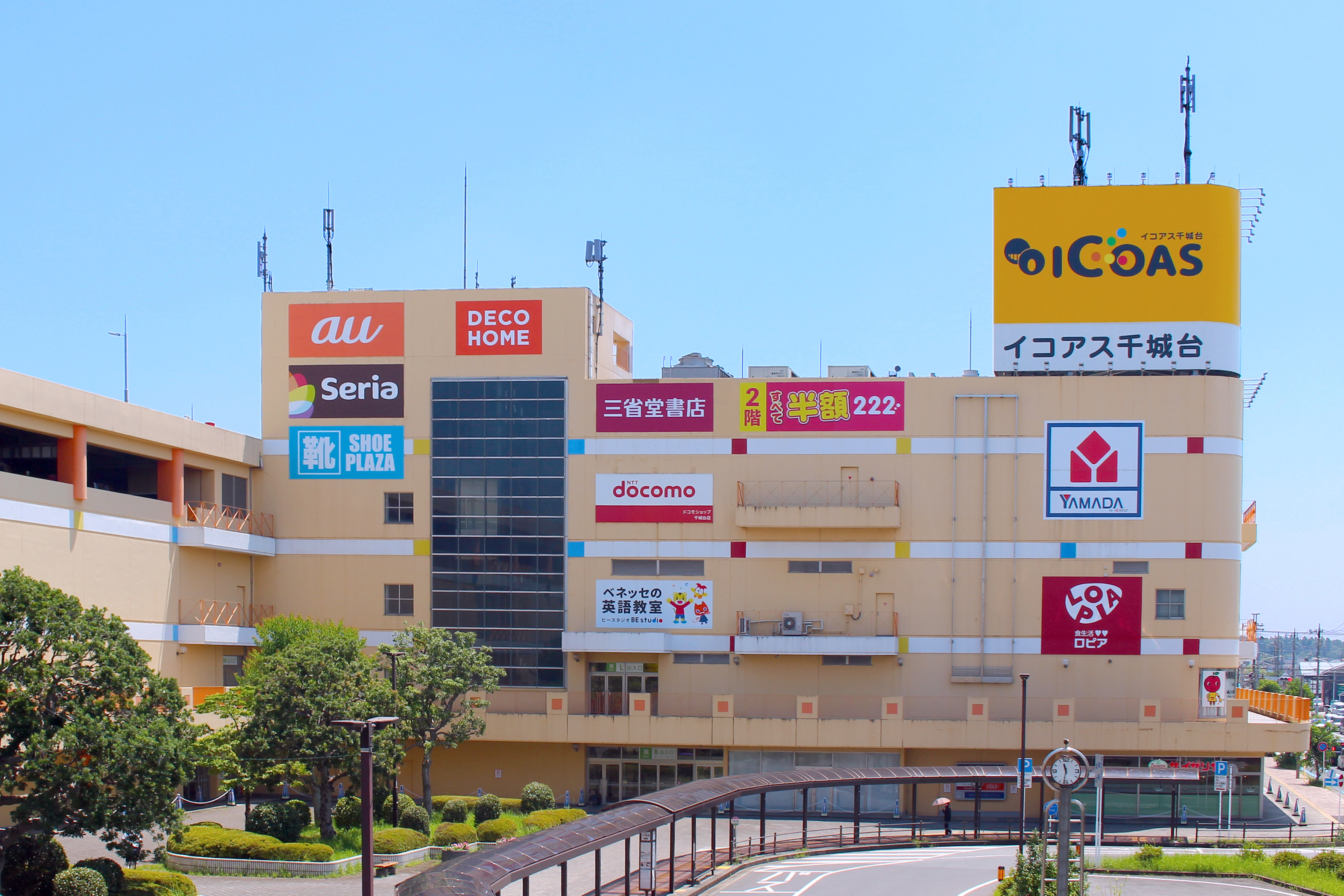
イコアス千城台（連絡通路直結）

千城台駅（ちしろだいえき）は、千葉県千葉市若葉区千城台北三丁目にある、千葉都市モノレール2号線の駅で、同線の終着駅である。駅番号はCM15。

## 歴史
- 1988年（昭和63年）3月28日 - 開業[1][2]。
- 2009年（平成21年）3月14日 - ICカード「PASMO」の利用が可能となる[1][3]。
- 2016年（平成28年）6月4日 - 多機能トイレ利用開始。
- 2020年（令和2年）3月 - トイレの改修工事（洋式化）完了。

## 駅構造
相対式ホーム2面2線を持つ高架駅で、バリアフリー設備として地平から改札階へのエレベーター（改札外南北出入口）と、改札階からホームへのエレベーター（改札内）がそれぞれ設置されている。改札口は西側（千葉方面）に1か所あり、自動改札機、自動券売機が設置されている。
出入口は改札外コンコースより北側に2か所（1・2番出入口）とイコアス千城台連絡通路および地平から改札階へのエレベーター1基、南側に1か所（3番出入口）と地平から改札階へのエレベーター1基がある。2番出入口にはエスカレーターが整備されている。
日中時は2番線のみ使用しており、1番線はラッシュ時などに使用する。

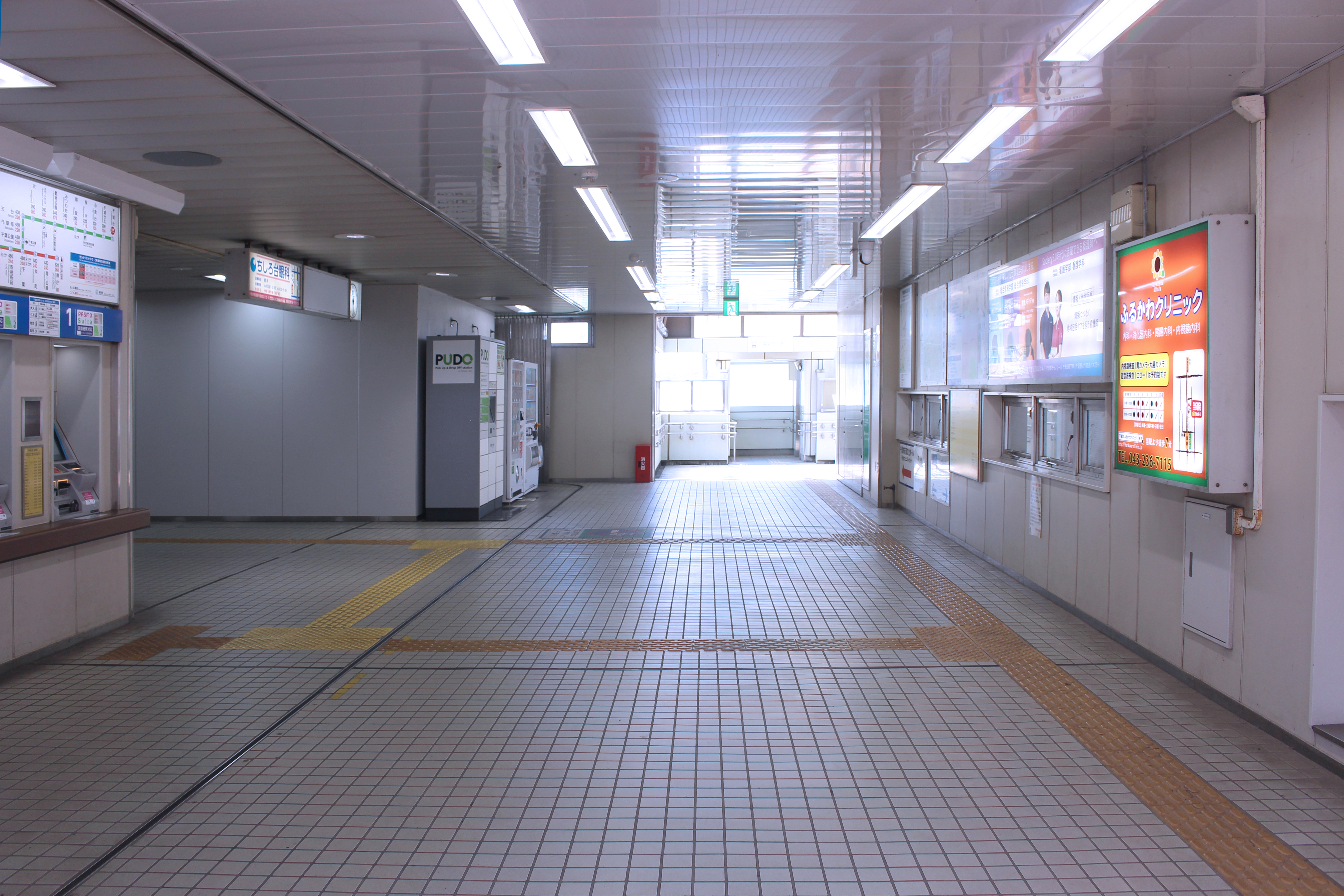
駅コンコース（2024年7月）
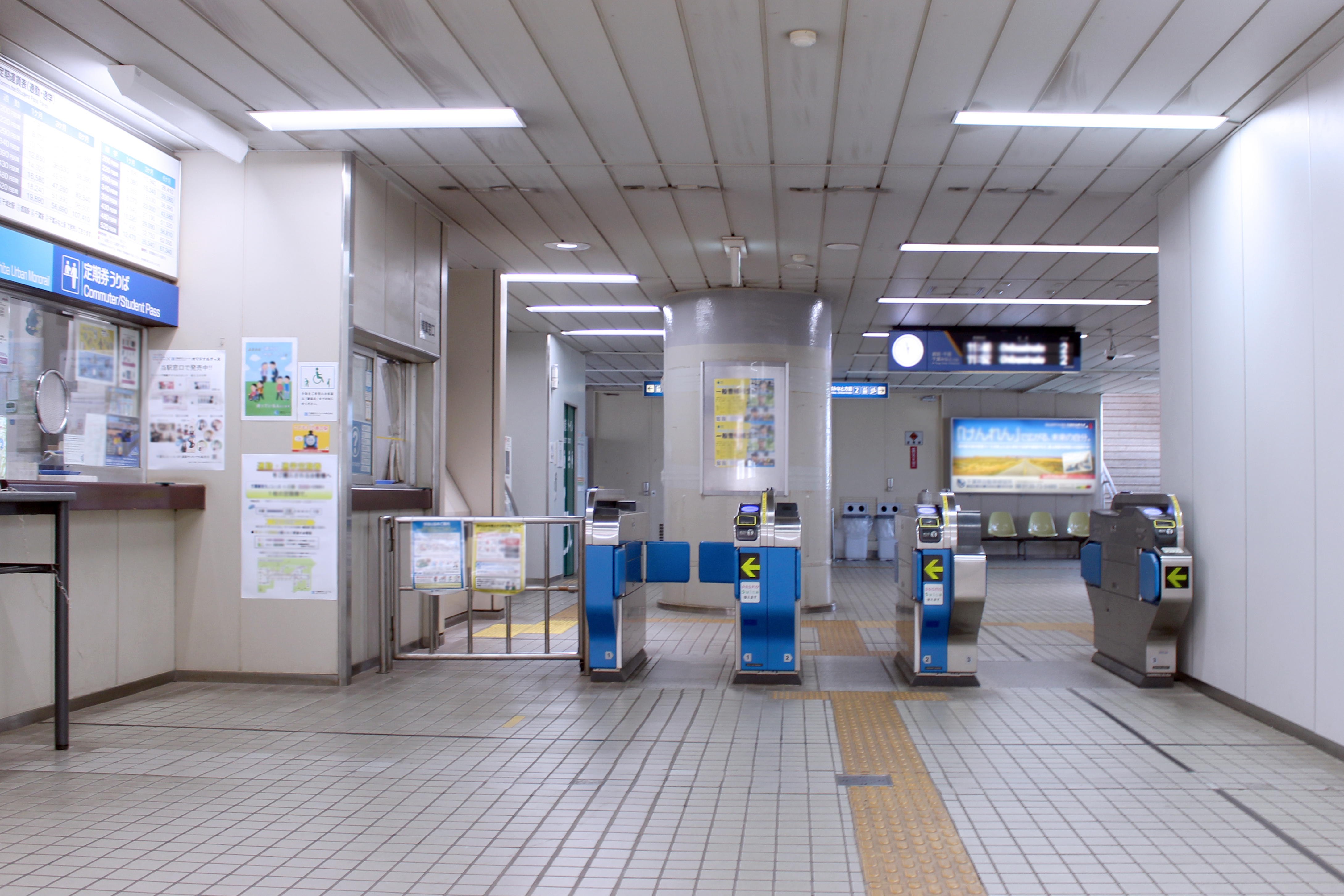
改札口（2024年7月）
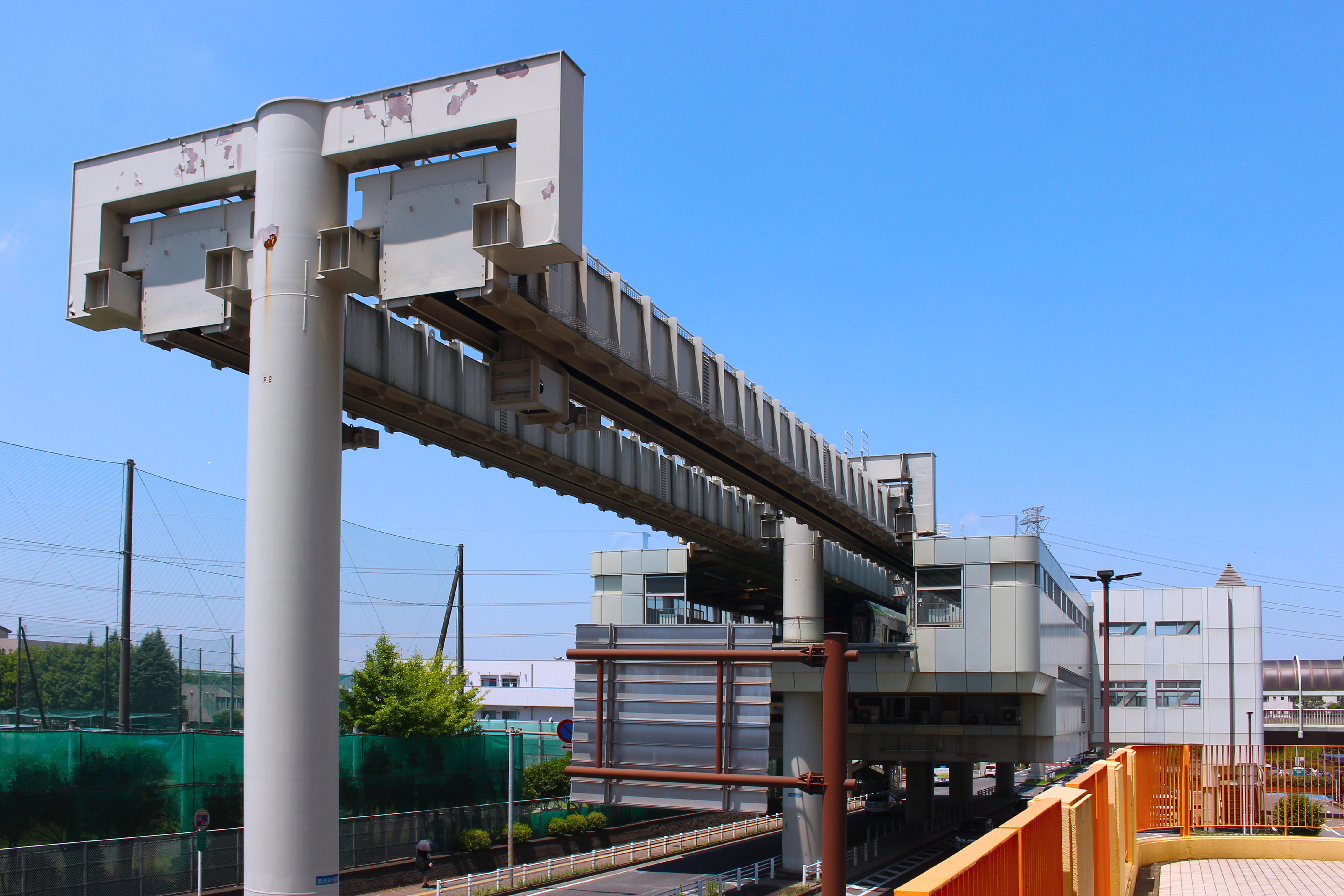
2号線軌道桁の終端（2024年7月）

### のりば
| 番線 | 路線  | 行先                       | 備考                                                            |
| ---- | ----- | -------------------------- | --------------------------------------------------------------- |
| 1    | 2号線 | 都賀・千葉・千葉みなと方面 | （主にラッシュ時）千葉みなと方面行は千葉駅から1号線へ直通       |
| 2    | 2号線 | 都賀・千葉・千葉みなと方面 | （通常はこのホームから）千葉みなと方面行は千葉駅から1号線へ直通 |

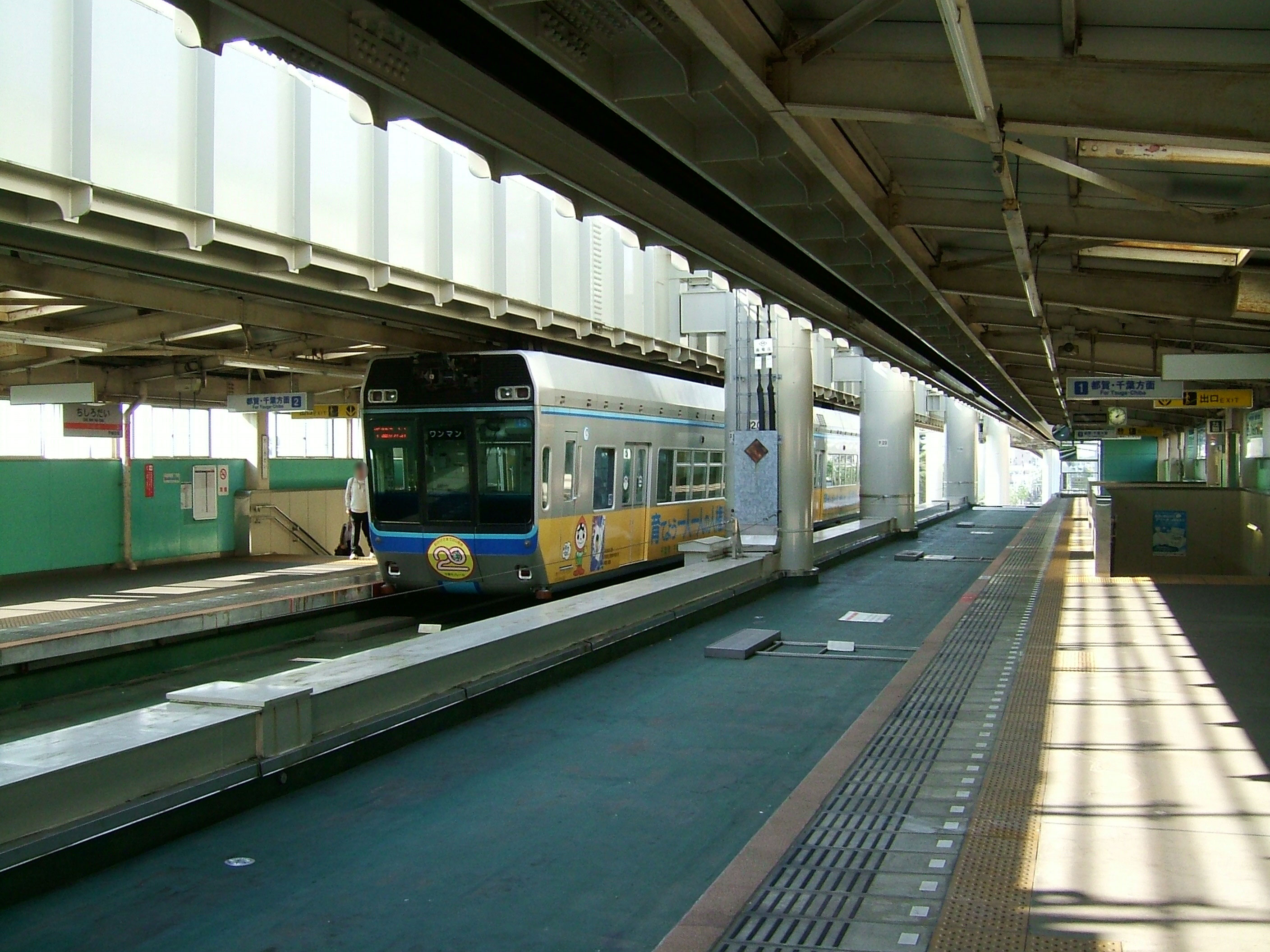
1番線ホーム（2008年10月）
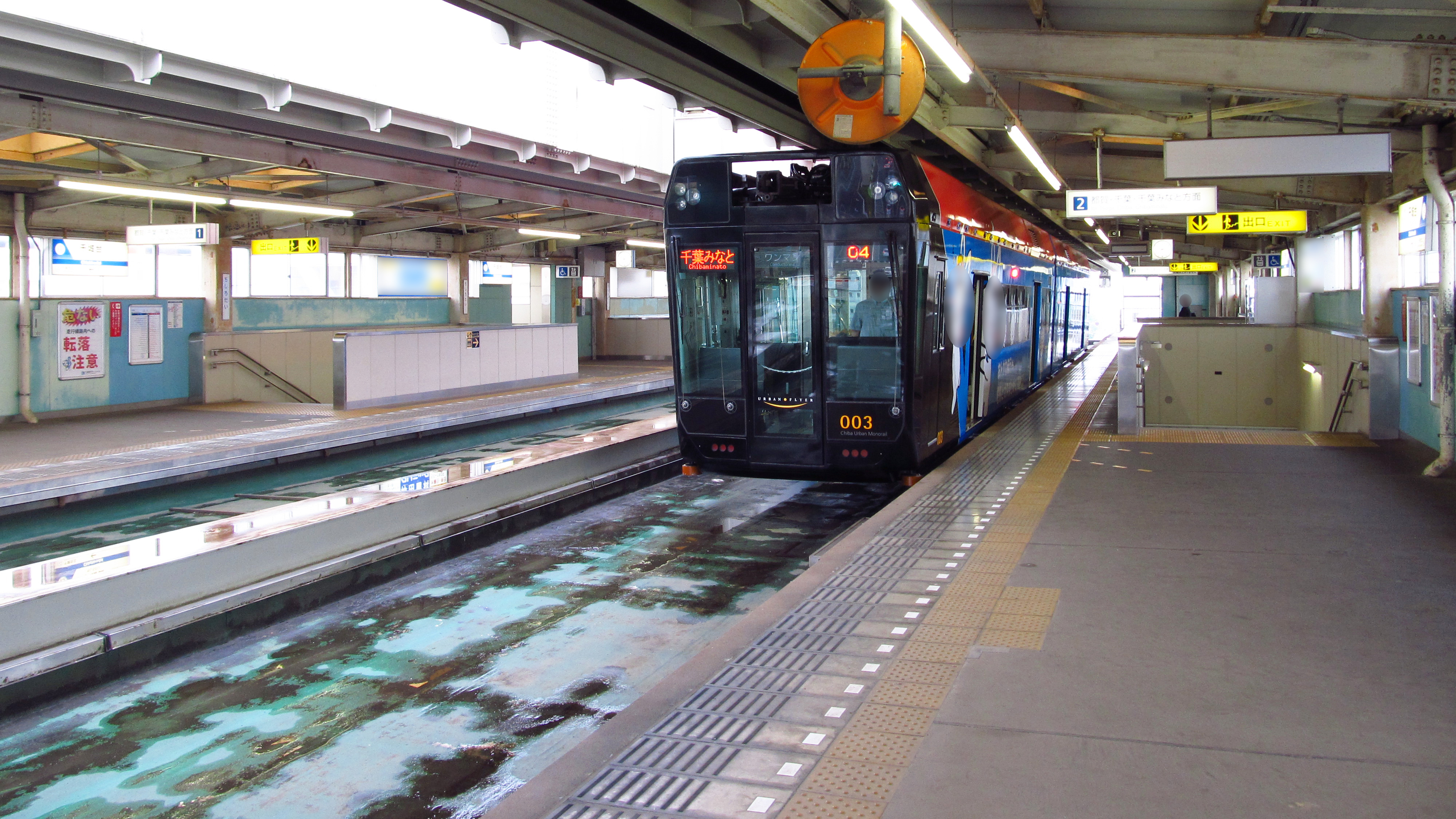
2番線ホーム（2019年7月）
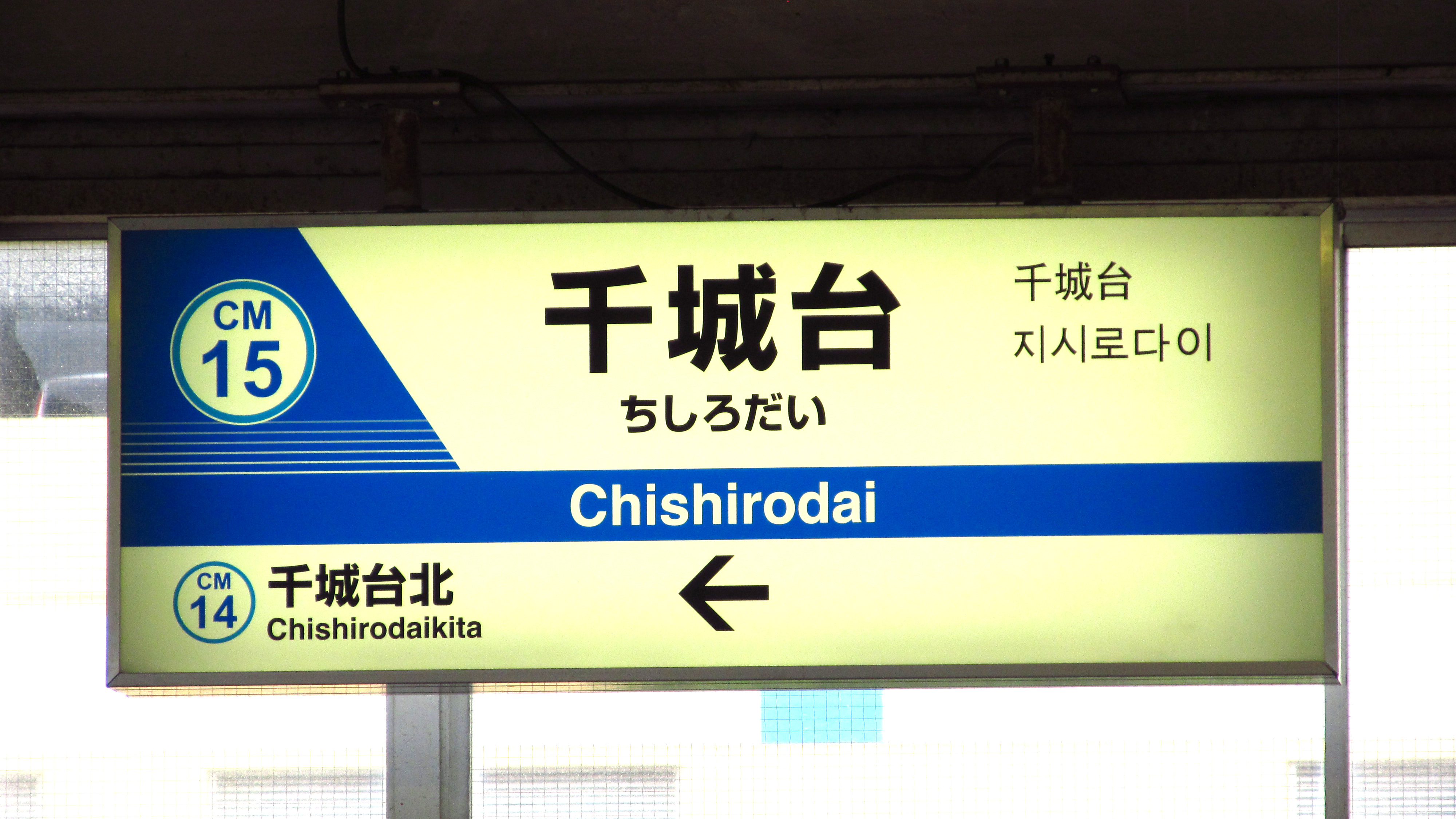
駅名標（2019年7月）

## 利用状況
2023年度の1日平均乗車人員は3,798人である。千葉都市モノレールの駅では18駅中4位で、他路線との乗り換え駅を除くと最も多い。
近年の1日平均乗車人員推移は下表の通りである。
| 年度               | 1日平均 乗車人員 |
| ------------------ | ---------------- |
| 1999年（平成11年） | 5,404            |
| 2000年（平成12年） | 5,323            |
| 2001年（平成13年） | 5,103            |
| 2002年（平成14年） | 4,866            |
| 2003年（平成15年） | 4,638            |
| 2004年（平成16年） | 4,547            |
| 2005年（平成17年） | 4,482            |
| 2006年（平成18年） | 4,460            |
| 2007年（平成19年） | 4,480            |
| 2008年（平成20年） | 4,436            |
| 2009年（平成21年） | 4,482            |
| 2010年（平成22年） | 4,291            |
| 2011年（平成23年） | 4,136            |
| 2012年（平成24年） | 4,186            |
| 2013年（平成25年） | 4,218            |
| 2014年（平成26年） | 4,172            |
| 2015年（平成27年） | 4,159            |
| 2016年（平成28年） | 4,142            |
| 2017年（平成29年） | 4,152            |
| 2018年（平成30年） | 4,142            |
| 2019年（令和元年） | 4,111            |
| 2020年（令和02年） | 3,114            |
| 2021年（令和03年） | 3,529            |
| 2022年（令和04年） | 3,696            |
| 2023年（令和05年） | 3,798            |

## 駅周辺

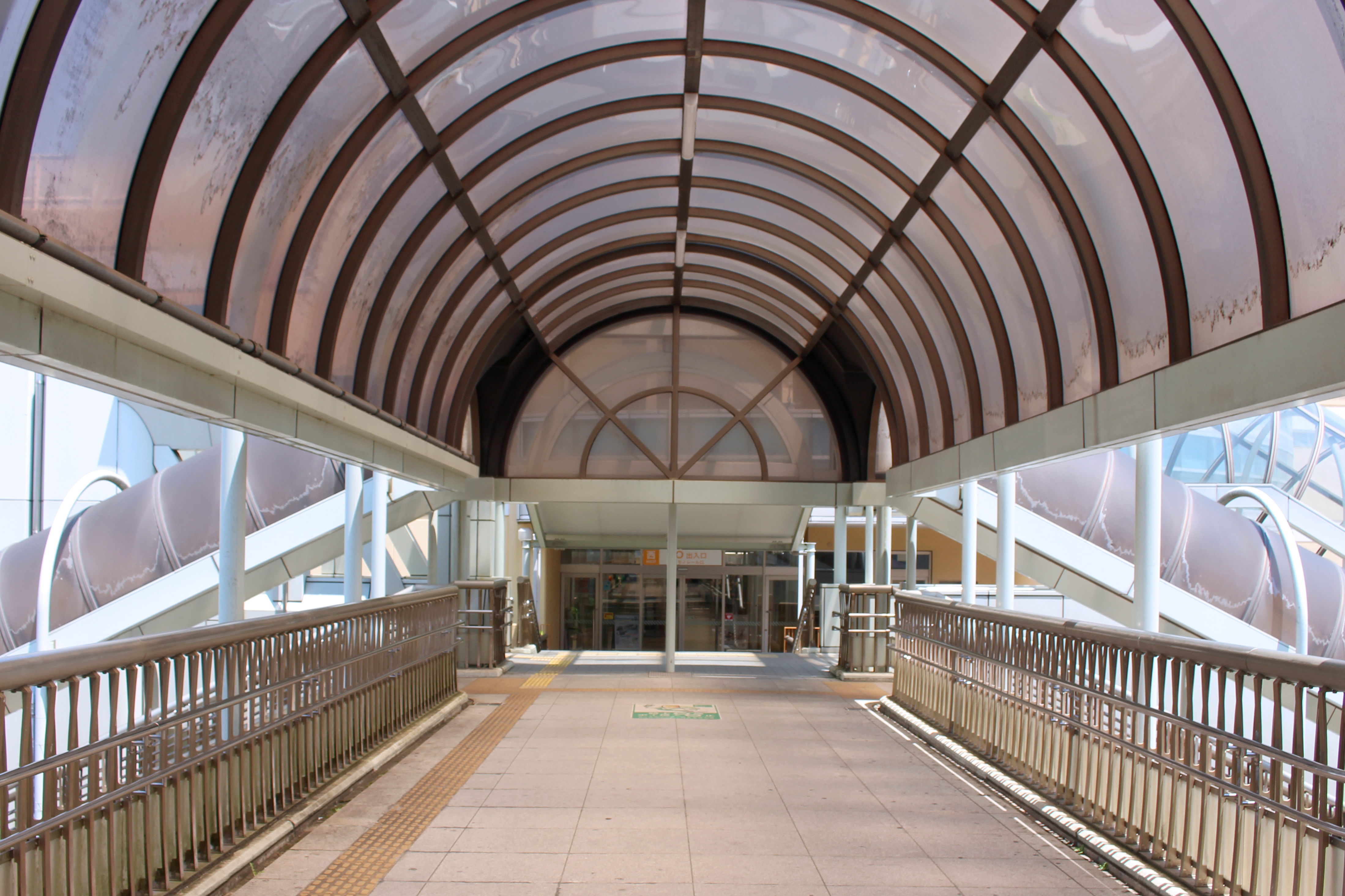
イコアス千城台2階に接続する連絡通路（2024年7月）

駅周辺は1965年（昭和40年）頃からニュータウンの整備が進められており、集合住宅や住宅地が広がる。駅直下のタウンライナーストリートを南側に進むと千葉県道53号千葉川上八街線に繋がる。隣駅の千城台北駅までは約800メートルしか離れておらず、駅北側に500メートル進むと四街道市（吉岡地区）との市域がある。
駅北側には駅前ロータリー交差点があり、タクシー待機所、タクシー・一般車降車場、バス停留所が整備されている。また、1番出入口側には身障者専用降車場、2番出入口側にはタクシー乗り場がある。
- 千葉東警察署千城台交番
- 千葉市若葉消防署
- 千葉市若葉区千城台市民センター
  - 千葉市若葉文化ホール
  - 千城台コミュニティセンター
  - 千葉市若葉図書館
  - 千城台公民館

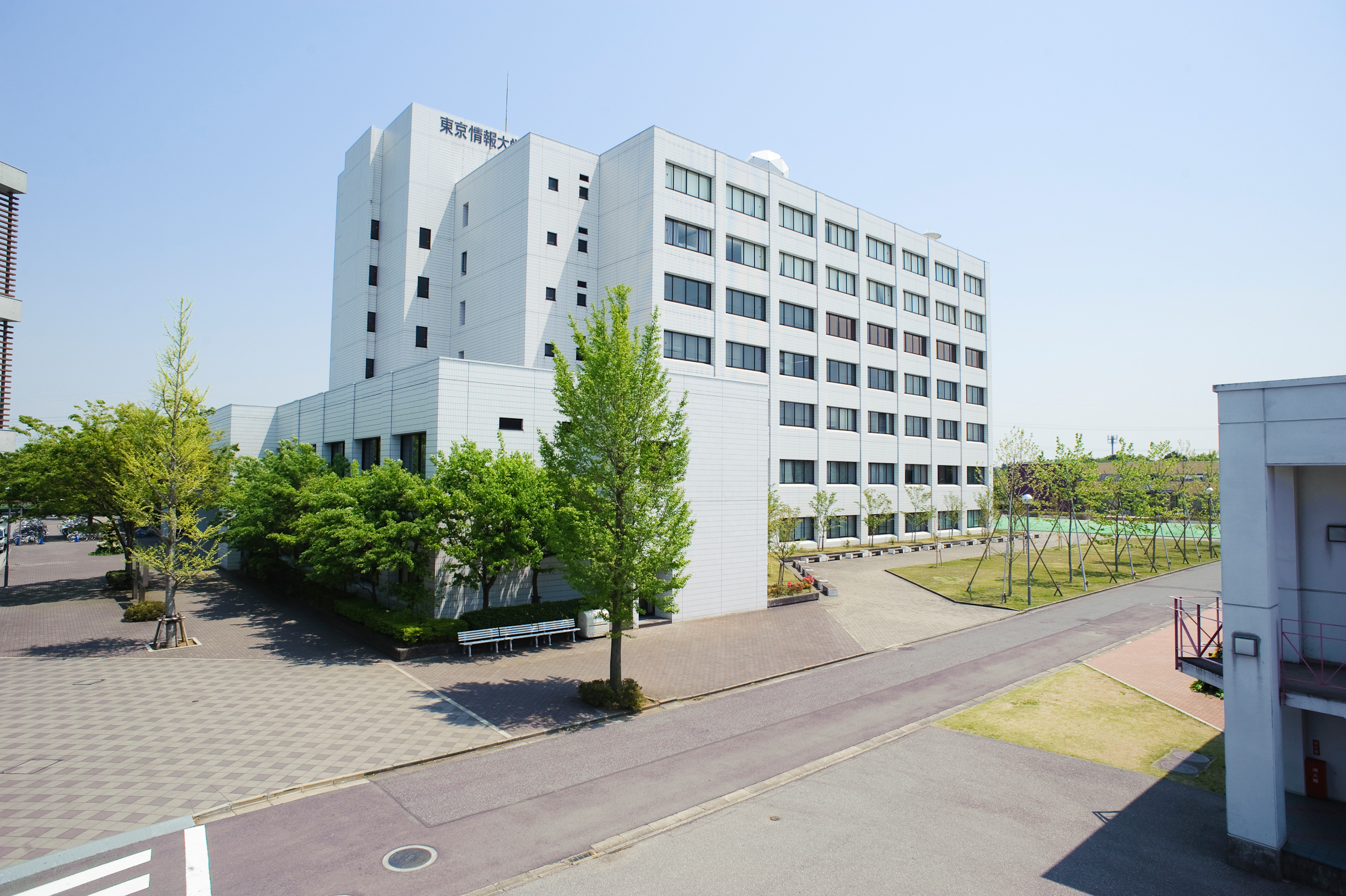
東京情報大学（当駅より約2キロメートル離れているが電車・バスでの最寄駅となっている[5]）
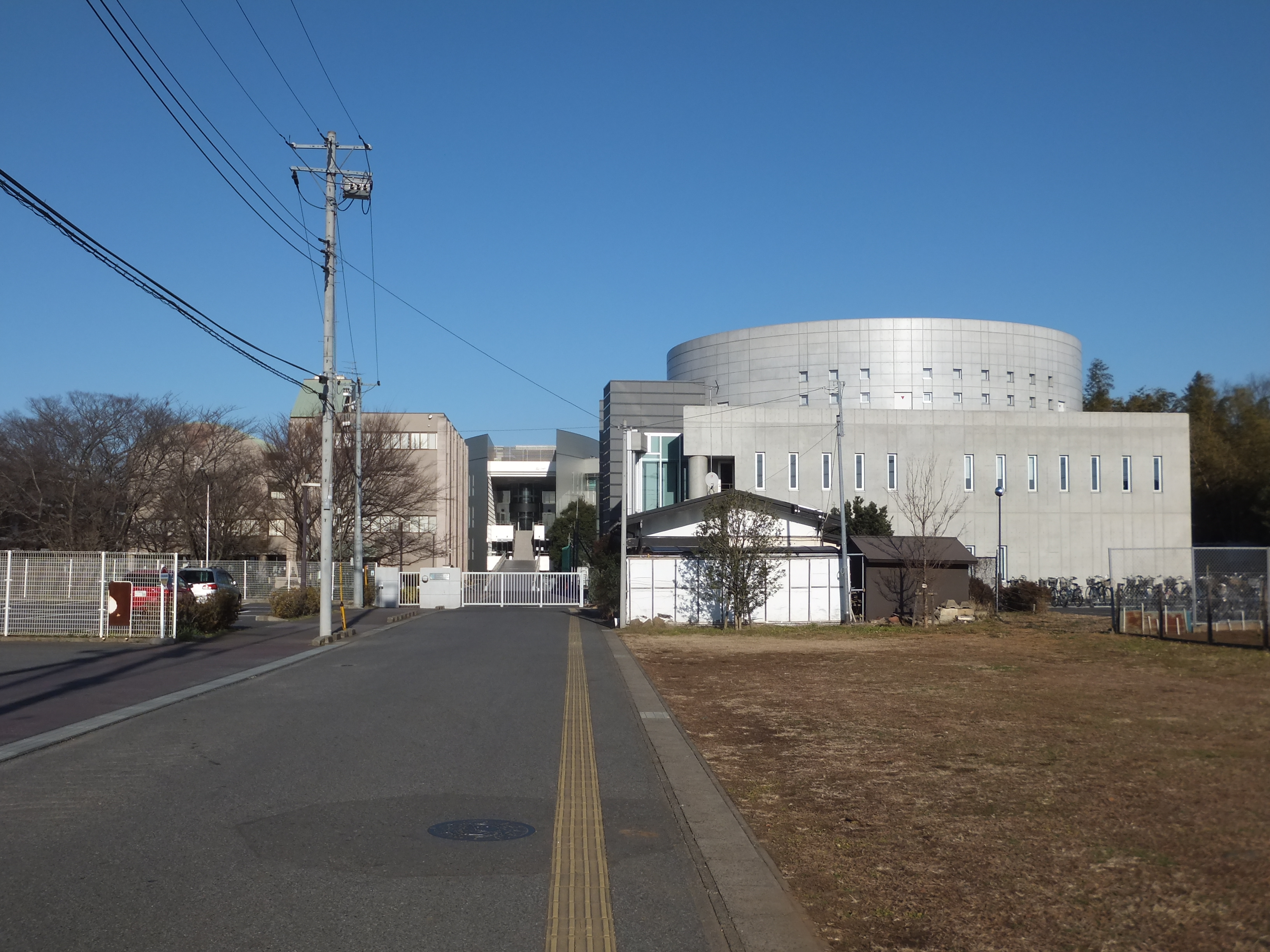
植草学園大学
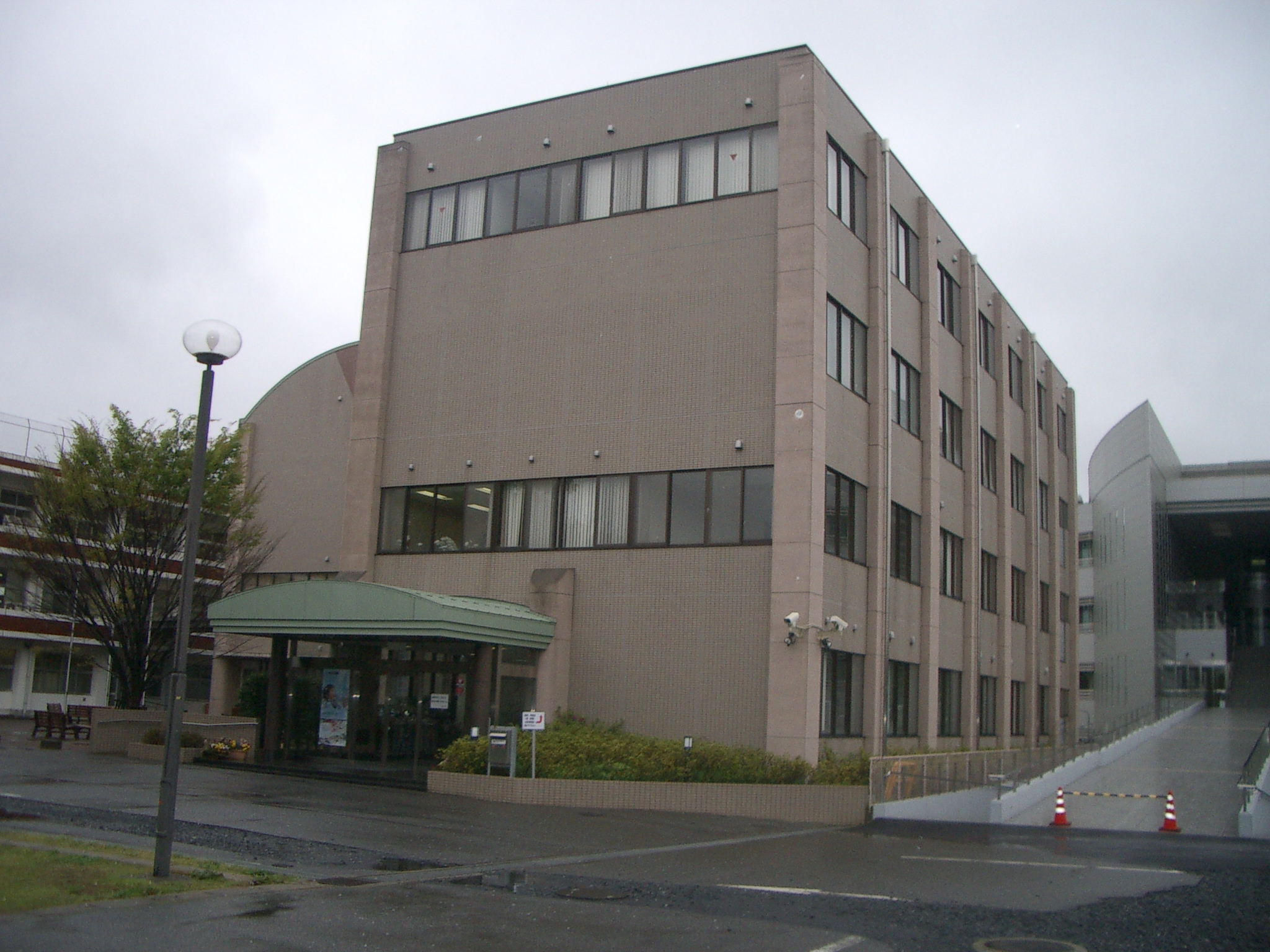
植草学園短期大学
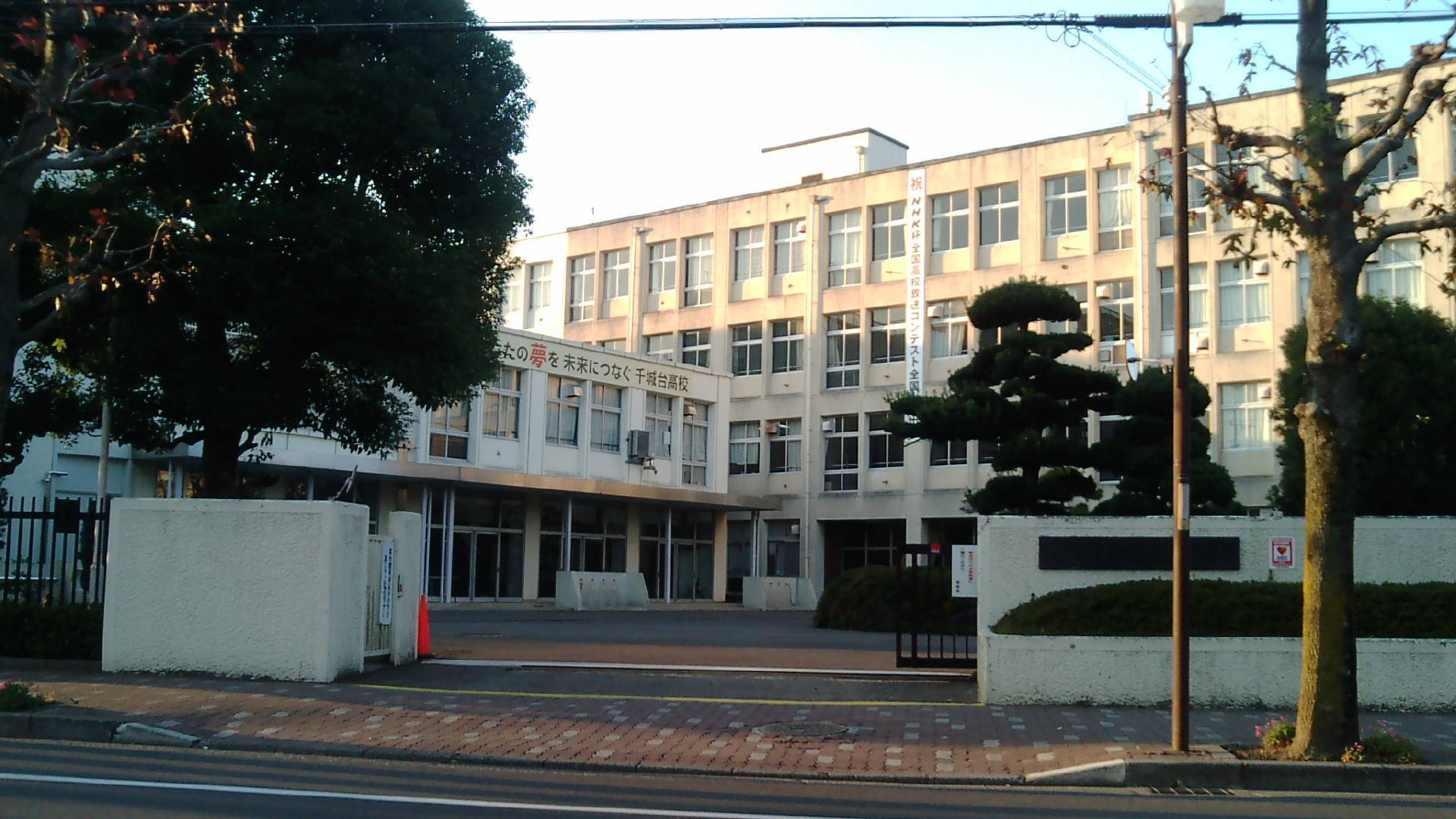
千葉県立千城台高等学校
- 千葉市立千城台西中学校
- 千葉市立千城台南中学校
- 千葉市立千城台東小学校
- 千葉市立千城台わかば小学校
- 千葉市立千城台みらい小学校
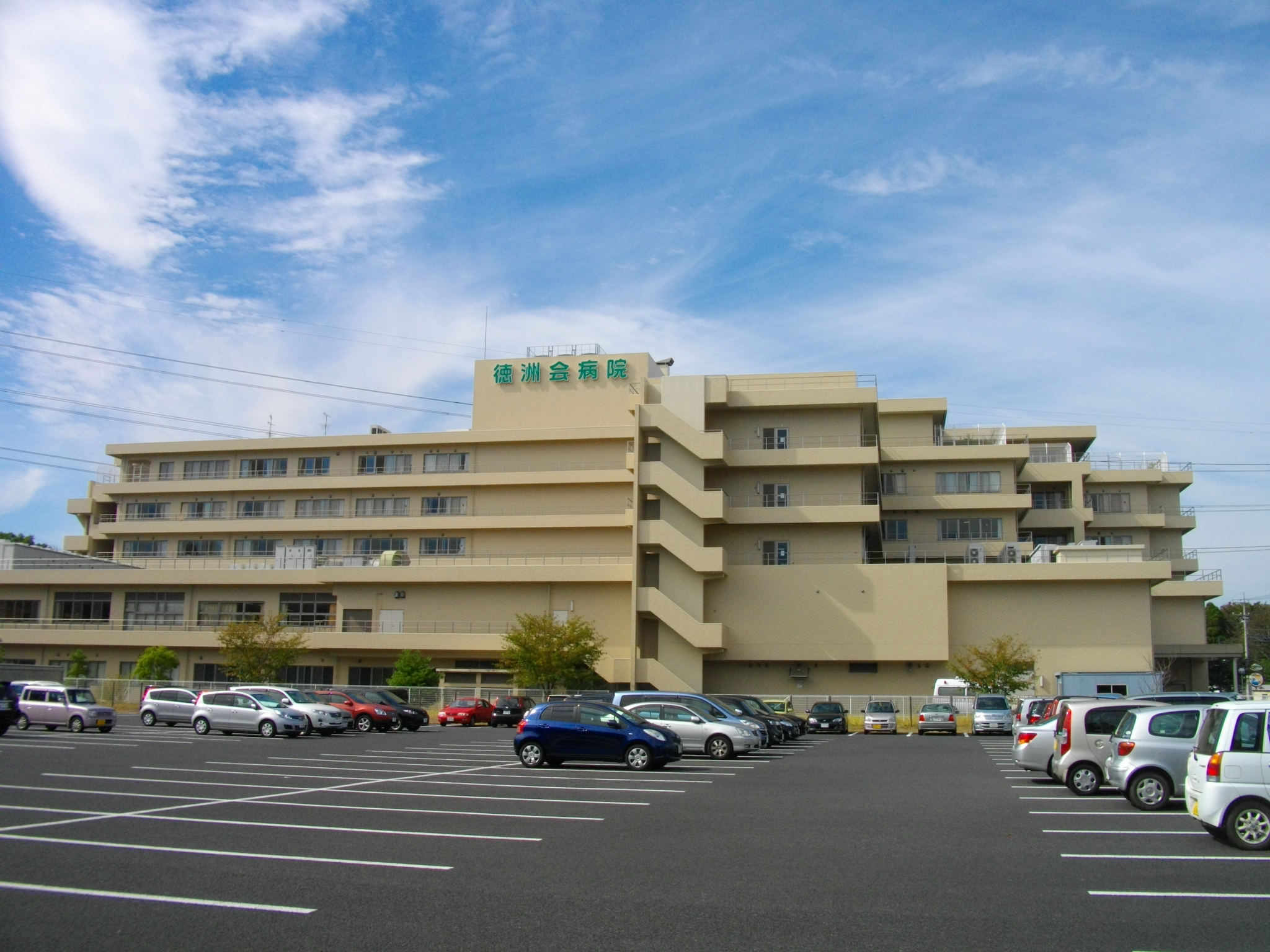
四街道徳洲会病院
- 千葉千城台郵便局
- 千葉千城台東郵便局
- 京葉銀行 千城台支店
- 千葉興業銀行 千城台支店
- イコアス千城台
  - サイゼリヤ
  - 三省堂書店
  - シュープラザ
  - セリア
  - ちよだ鮨
  - 西松屋
  - パシオス
  - ヤマダデンキテックランド 千城台店
  - ロピア千城台店
  - マツモトキヨシ千城台店
- ヤックスケアタウン千城台
  - ヤックスドラッグ 千城台店
  - ヤックスカフェ 千城台
- ナリタヤ 食彩館たかの台店
- カスミフードスクエア 千城台店
- ビッグ・エー 千葉千城台西店
- 生鮮小売市場 千城
- クリエイトSD 千葉千城台店
- しんかね 本店
- 石毛魚類 千城台本店
- 千葉市千城台公園
- 千葉市御成公園
- 千葉市千城台野鳥観察園
- 千葉市坂月市民の森
- 大宮神社
- ぼくのツリーハウス

- 東京情報大学
- 植草学園大学
- 植草学園短期大学
- 千葉県立千城台高等学校
- 四街道徳洲会病院

## バス路線

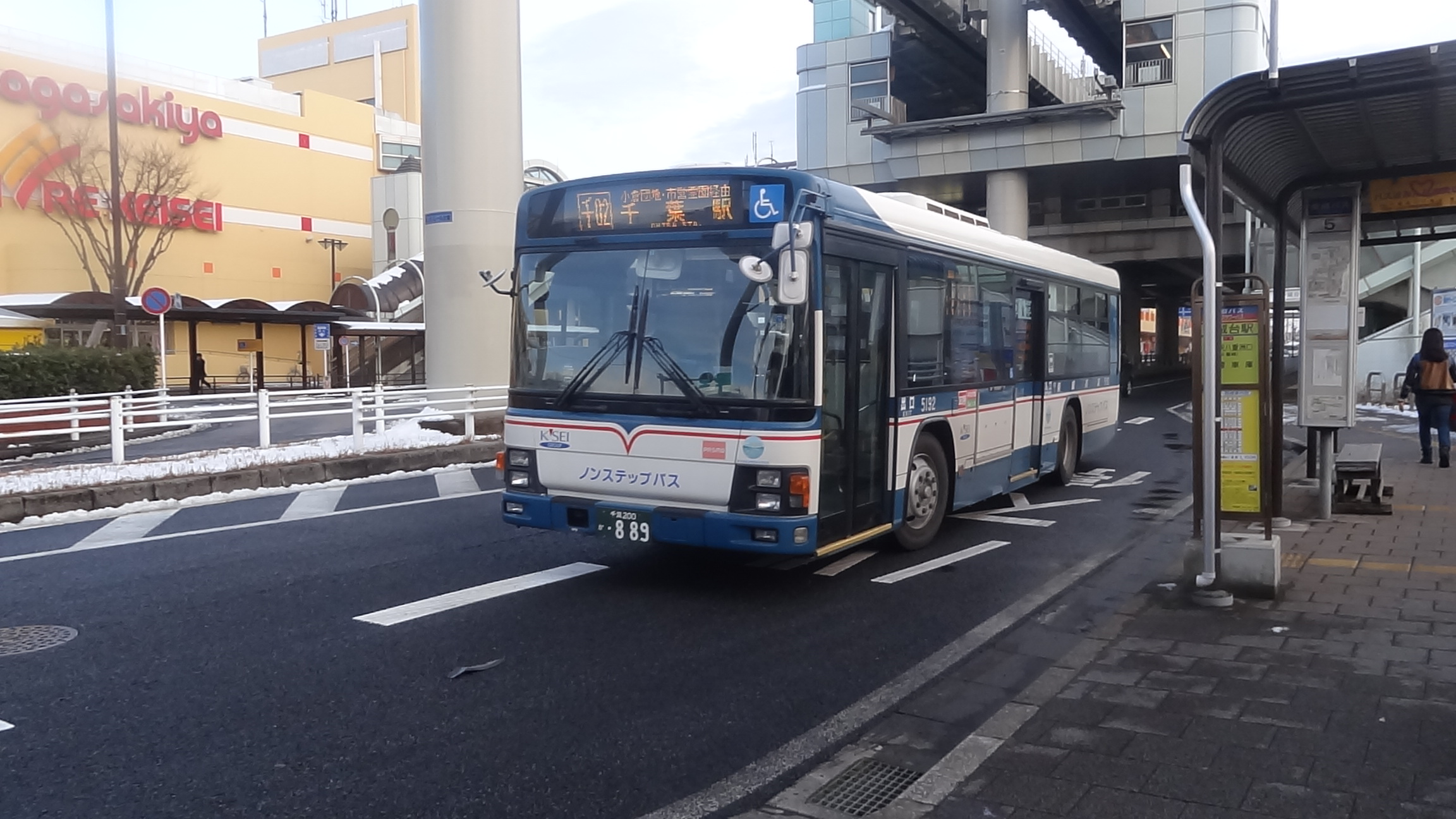
5番バス乗り場（2013年1月）

2番出入口側に1・2番乗り場、1番出入口と2番出入口区間のロータリー側に3・4番乗り場、3番出入口側に5番乗り場がある。京成バス、京成バス千葉イーストが運行している。
1番乗り場
- 京成バス
  - 千02・千05 情報大正門経由 御成台車庫行
  - 千06・ち73 文華の街経由 御成台車庫行

2番乗り場
- 京成バス
  - 千05・千06 公営住宅・ほおじろ台・鶴沢町経由 千葉駅行

3番乗り場
- 千葉市コミュニティバス（京成バス千葉イースト受託）
  - さらしなバス、おまごバス、いずみバス

4番乗り場
- 京成バス
  - 千01 千城台車庫行
- 京成バス千葉イースト
  - Y80 四街道駅行
  - Y82 みそら団地行
- 佐倉市コミュニティバス（京成バス千葉イースト受託）
  - 南部地域ルート 西御門行

5番乗り場
- 京成バス
  - 千01 東警察署・ほおじろ台・道場坂下経由 千葉駅行
  - 千02 小倉団地・市営霊園・道場坂下経由 千葉駅行

路上乗り場（千葉千城台郵便局前）
- 京成バス
  - マイタウン・ダイレクトバス 東京駅八重洲口行

## 隣の駅
千葉都市モノレール
 2号線
千城台北駅（CM14） - 千城台駅（CM15）